# Route nationale 20 (Tunisie)
Pour les articles homonymes, voir Route nationale 20.
La route nationale 20 ou RN20 est un axe routier de Tunisie qui relie Médenine à Hazoua à l'ouest près de la frontière algéro-tunisienne, en passant par Matmata et Douz.
En 2016, des travaux d’entretien sont évoqués.

## Villes traversées
- Médenine
- Toujane
- Matmata
- Tamezret
- Douz
- Faouar
- Rjim Maâtoug (ar)
- Matrouha
- Hazoua